# 庫斯貝
庫斯貝是美國奧勒岡州庫斯縣的一座城市，靠近庫斯河的入海口，人口15,985人。

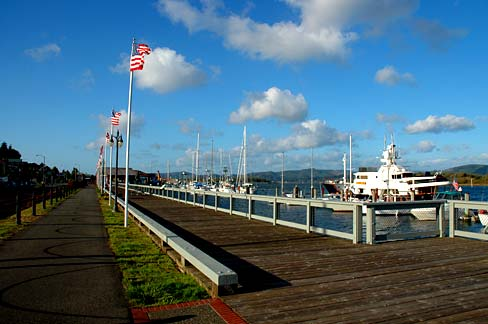
庫斯貝